# Ivaň (district de Prostějov)
Pour les articles homonymes, voir Ivaň.
Ivaň (en allemand : Eiwan) est une commune du district de Prostějov, dans la région d'Olomouc, en République tchèque. Sa population s'élevait à 461 habitants en 2023.

## Géographie
Ivaň se trouve à 11,5 km au sud-est de Prostějov, à 19 km au sud d'Olomouc et à 216 km à l'est-sud-est de Prague.
La commune est limitée par Klopotovice au nord, par Tovačov au nord-est, par Oplocany au sud-est et au sud, par Klenovice na Hané au sud-ouest, par Čelčice à l'ouest et par et Hrubčice au nord-ouest.

## Histoire
La première mention écrite de la localité date de 1359.

## Transports
Par la route, Ivaň se trouve à 14 km de Prostějov, à 23 km d'Olomouc et à 271 km de Prague.